# Asseiceira Grande
Asseiceira Grande é uma aldeia da freguesia da Venda do Pinheiro, concelho de Mafra, distrito de Lisboa. Com uma história centenária e quase desconhecida, esta pequena aldeia manteve-se rural até ao final do século XX, sendo que no cruzar do milénio sofreu uma viragem que a tornou mais urbana. É hoje em dia classificada como estando a meio caminho entre o rural e o peri-urbano (ou aldeia dormitório em linguagem popular).

## A História
Não se sabe quão remota é a origem desta aldeia, mas dada a existência de uma capela construída no século XV, pensa-se que existe enquanto povoado pelo menos desde perto da fundação do país (ou seja, século XII). Esta presunção não invalida no entanto que as suas origens possam ser bastante mais remotas. Simplesmente, não se conhecem vestígios mais antigos que este.
Como aldeia rural, terá tido algum progresso económico ou a protecção de algum senhor, o que lhe permitiu a construção de uma pequena Capela por volta do século XV, a Capela do Espírito Santo. Apesar de este monumento ter sofrido várias intervenções e alterações ao longo do tempo, possui ainda dois pontos de interesse patrimonial:
- Um baixo-relevo policromado, colocado sobre o Arco Triunfal, figurando "A Descida do Espírito Santo sobre os Apóstolos". Peça talhada em calcário, com forma agamelada e que enquadra com rigorosa simetria o conjunto dos Apóstolos em volta do Redentor.
- Uma pia de água benta manuelina.